# Věžná, Pelhřimov
Věžná là một làng thuộc huyện Pelhřimov, vùng Vysočina, Cộng hòa Séc.